# Португалия на летних Олимпийских играх 1948
Португалия принимала участие в Летних Олимпийских играх 1948 года в Лондоне (Великобритания) в седьмой раз за свою историю, и завоевала одну серебряную и одну бронзовую медали. Это первая олимпиада где сборная страны выиграла более одной медали.

## Серебро
- Парусный спорт, мужчины — Дуарте де Алмейда Белу и Фернанду Пинту Коэлью Белу.

## Бронза
- Конный спорт, мужчины — Фернанду Паэш, Франсишку Валадаш и Луиш Мена и Силва.